# Titanopsis primosii
Titanopsis primosii är en isörtsväxtart som beskrevs av Harriet Margaret Louisa Bolus och Steven A. Hammer. Titanopsis primosii ingår i släktet Titanopsis och familjen isörtsväxter. Inga underarter finns listade i Catalogue of Life.

## Bildgalleri

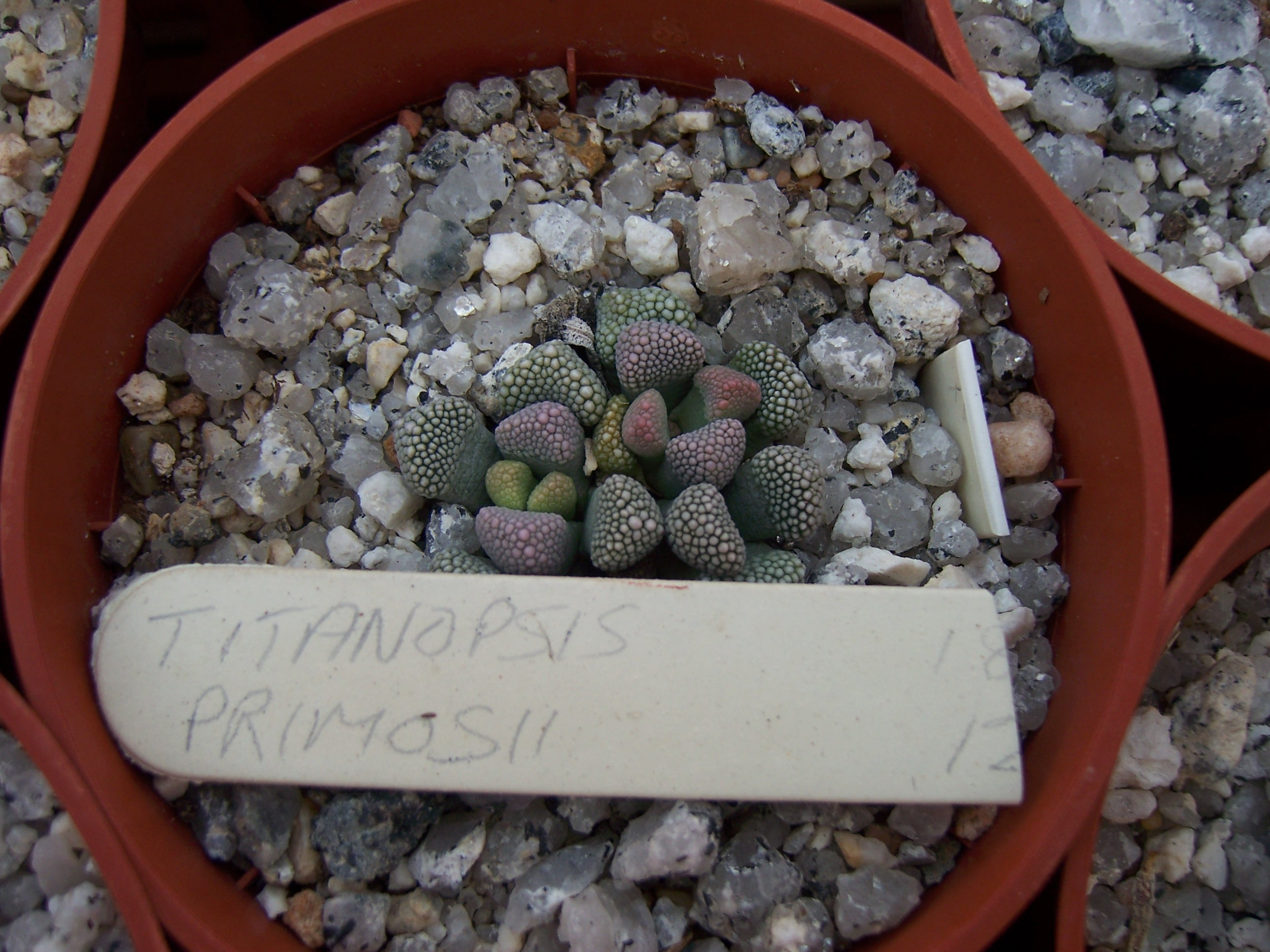
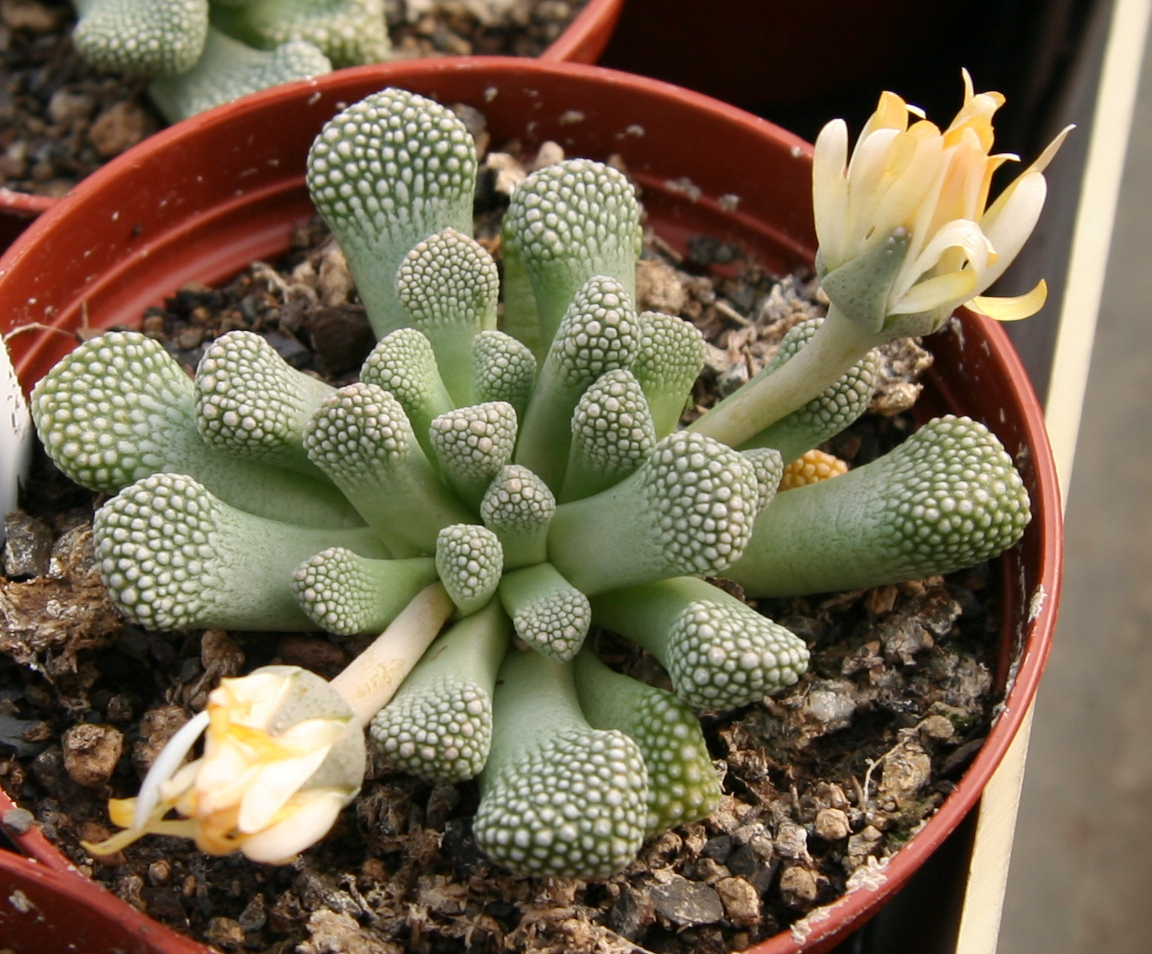